# Epic Movie
Epic Movie is een filmparodie uit 2007 onder regie van Jason Friedberg en Aaron Seltzer. Hierin worden succesfilms op de hak genomen in de stijl van Scary Movie, Not Another Teen Movie en Date Movie.
Carmen Electra werd voor haar rol voor de vierde keer genomineerd voor de Razzie Award voor slechtste actrice. De film werd tevens genomineerd voor slechtste scenario en slechtste rip-off ('jatwerk').

## Parodieën
- Charlie and the Chocolate Factory
- The Chronicles Of Narnia: The Lion, the Witch and the Wardrobe
- The Da Vinci Code
- X-Men: The Last Stand
- Pirates of the Caribbean: Dead Man's Chest
- Click
- Harry Potter
- Nacho Libre
- Snakes on a Plane
- Superman Returns
- Borat: Cultural Learnings of America for Make Benefit Glorious Nation of Kazakhstan
- The Lord of the Rings
- Scarface
- Star Wars
- A Christmas Story
- Mission: Impossible III
- Harold & Kumar Go to White Castle
- Talladega Nights: The Ballad of Ricky Bobby
- Casino Royale
- MTV Cribs
- Legally Blonde
- Punk'd
- Hostel
- The Fast and the Furious: Tokyo Drift
- Accepted

(*verwijzing naar American Pie,wanneer de White Bitch als Stiflers mom wordt aangesproken))

## Rolverdeling
| Acteur            | Personage                |
| ----------------- | ------------------------ |
| Kal Penn          | Edward                   |
| Adam Campbell     | Peter                    |
| Jennifer Coolidge | White Bitch              |
| Jayma Mays        | Lucy                     |
| Faune A. Chambers | Susan                    |
| Crispin Glover    | Willy                    |
| Carmen Electra    | Mystique                 |
| Kevin Hart        | Silas the Albino         |
| Tony Cox          | Bink                     |
| Fred Willard      | Aslo                     |
| Darrell Hammond   | Kapitein Jack Swallows   |
| Héctor Jiménez    | Meneer Tumnus            |
| David Carradine   | Museumconservator        |
| David Lehre       | Ashton Kutcher lookalike |
| Kevin McDonald    | Harry Potter             |
| Danny Jacobs      | Borat Sagdiyev           |